# Transformatorhuisje (Leermens, Schatsborgerweg 14T)
Het transformatorhuisje aan de Schatsborgerweg 14T in Leermens is een transformatorhuisje dat in 1929 gebouwd is in opdracht van PEB Groningen, het provinciaal elektriciteitsbedrijf van Groningen. Het is in 2001 ingeschreven in het rijksmonumentenregister.
Het huisje, dat aangeduid wordt als "Schatsborg 2810", heeft een rechthoekige plattegrond en is vormgegeven in interbellumarchitectuur. Het heeft nog de oorspronkelijke glastegels die als lichtsleuven functioneren; bij veel gelijksoortige transformatorhuisjes zijn die in de loop van de tijd vervangen door niet lichtdoorlatende exemplaren. Het is een voorbeeld van een type trafo met plat dak dat nog in goede staat is.
Het gebouw is gelegen op de hoek van de Schatsborgerweg naar 't Zandt en de Tolweg naar Zeerijp.